# Dick Schoon
Dirk Jan Schoon, Dick Schoon (ur. 20 grudnia 1958 w IJmuiden) – biskup Haarlemu Kościoła Starokatolickiego w Holandii.
Proboszcz parafii starokatolickiej św. Piotra, św. Pawła i św. Willibrorda w Amsterdamie.
Wybrany na biskupa Kościoła Starokatolickiego w Holandii 19 kwietnia 2008 roku. Konsekrowany 29 czerwca 2008 roku w katedrze św. Bawona w Haarlemie.
Członek Międzynarodowej Konferencji Biskupów Starokatolickich, współprzewodniczący komisji ds. dialogu między Unią Utrechcką Kościołów Starokatolickich i Kościołem Starokatolickim Mariawitów. 18 czerwca 2013 roku uczestniczył w Synodzie Ogólnopolskim Kościoła Polskokatolickiego w Konstancinie-Jeziornie.